# Hohe Köpfe
Hohe Köpfe är bergstoppar i Österrike.   De ligger i förbundslandet Vorarlberg, i den västra delen av landet, 500 km väster om huvudstaden Wien.
I omgivningarna runt Hohe Köpfe växer i huvudsak blandskog. Runt Hohe Köpfe är det ganska tätbefolkat, med 54 invånare per kvadratkilometer.